# Cerradomys langguthi
Cerradomys langguthi (Серадоміс Лангута) — вид південноамериканських гризунів з родини Хом'якові (Cricetidae). Зустрічається тільки в північно-східній Бразилії і був раніше включений в Cerradomys subflavus. Названий на честь доктора Альфредо Лангута (Alfredo Langguth), за відданість і прихильність до розвитку мамології в Бразилії.